# Haiterbach
Haiterbach település Németországban, azon belül Baden-Württembergben. Lakosainak száma 6029 fő (2023. december 31.). Haiterbach Rohrdorf és Altensteig községekkel határos.

## Népesség
A település népessége az elmúlt években az alábbi módon változott:
| Lakosok száma | 4099 | 5778 | 5749 | 5761 | 5978 | 6005 | 6029 |
|               | 1975 | 2015 | 2017 | 2019 | 2021 | 2022 | 2023 |